# 主題 (語言學)
語言學中，主題（德語：Thema）或話題（英語：topic）是指，句子中用於表示陳述中心的成分。在主題優先語言中，主題往往相比主語更加重要。
主題和主語不一定相同。

## 表現
漢語中常用語序表達主題，往往在句首的成分作爲主題，例如「上午大家吃完了飯。」中的「上午」即為主題，而「大家」則是主語。
日語中有專門的主題標記「は」、例如（夏天蟲子多）一句中，是主題，而則是主語。對比句子（海是藍的）和，前者是以海爲主題，描述了主題的樣子，而後者則是直接將所見描寫下來。